# Falsoprosoplus luzonicus
Falsoprosoplus luzonicus là một loài bọ cánh cứng trong họ Cerambycidae.